# صقارة

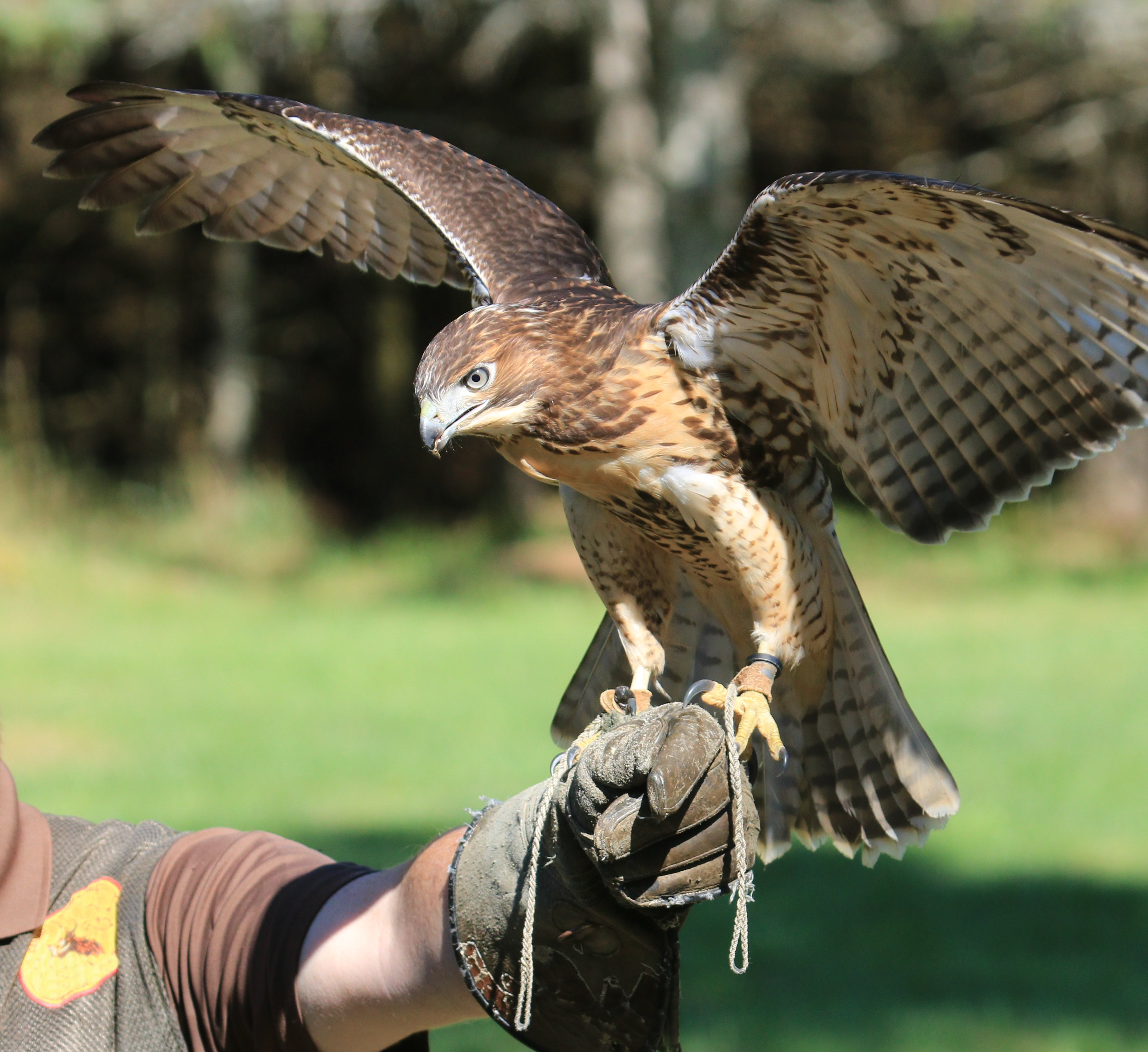
Taken on Grouse Mountain, Vancouver

الصِّقارة أو البيازة أو المقناص أو البزدرة، ويُسمى صاحبها الصَّقَّار أو البازدار أو البَيْزار أو البياز (بالتركية العثمانية: چاقرجی)‏، هو تربية الصقور والصيد بها، وهي من هوايات الثقافة العربية العريقة في شبه جزيرة العرب. كما انتشرت في شمال إفريقيا وأوروبا ومناطق أخرى من العالم.

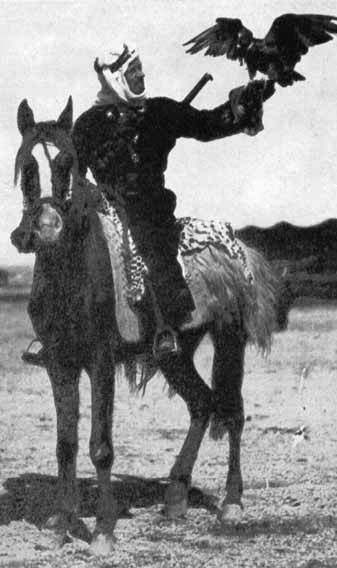
الرحالة الألماني كارل رسوان بالزي العربي ويمارس هواية الصيد بالصقور في الجوف شمال السعودية وهو يرتدي قفازا خاصا لمسك الصقور.

تربى الصقور بهدف استخدامها في الصيد، إذ يتم بها صيد الحيوانات الصغيرة كالأرانب والطيور خصوصا طير الحبارى  وغيره من الطرائد. تبدأ هذه الهواية ابتداء من صيد الصقر نفسه  وحتى استئناسه وتدريبه  والاعتناء به ، ومن ثم استخدامه في الصيد. غير أن الأهم حاليا في هذه الهواية لم يعد الصيد، وإنما تلك العلاقة المتينة بين الصقر ومربيه.
يَستخدم الصقّار أدوات مصنوعة يدوياً، من بينها بُرقُع مصنوع من الجلد لتغطية رأس الصقر وعينيه عندما يتوقف عن التحليق. كما يُستخدم الوكر الخشبي كمأوى للطائر، ويتكون من سطح عريض مستوِ مثبت بعصا يمكن غرزها بسهولة في الرمال.

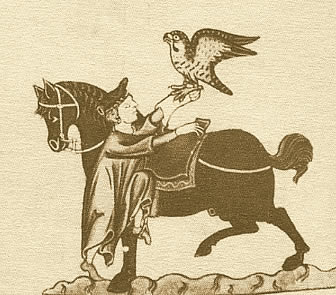
ممارسة الصيد بالصقور من قبل الإمبراطور فريدريك الثاني (1220-1250)

## أنواع صقور الصيد
الصقر طائر جارح نهاري يمتلك أجنحة طويلة مدببة ومنقار معقوف قصير، كما تتمتع الصقور ببصر حاد وأجسام انسيابية، وأرجل قوية بمخالب معقوفة وتكون الإناث أكبر من الذكور، وعادةً ما يصطاد الفريسة عن طريق الإنقضاض عليها من الأعلى.

من أشهر صقور الصيد الصقر الحر والشاهين والعوسق،  وتبلغ أنواع الصقور حوالي 300 نوعا، تتفاوت في حجمها ووزنها وصفاتها، فصقر جنوب إفريقيا العملاق تصل بسطة جناحيه إلى حوالي ثلاثة أمتار ويزن أكثر من عشرة كيلوغرامات. في حين لا تتجاوز بسطة جناحي (المرلين) حوالي الثلاثين سنتميتراً ولا يزيد وزنه على مئتي جرام.

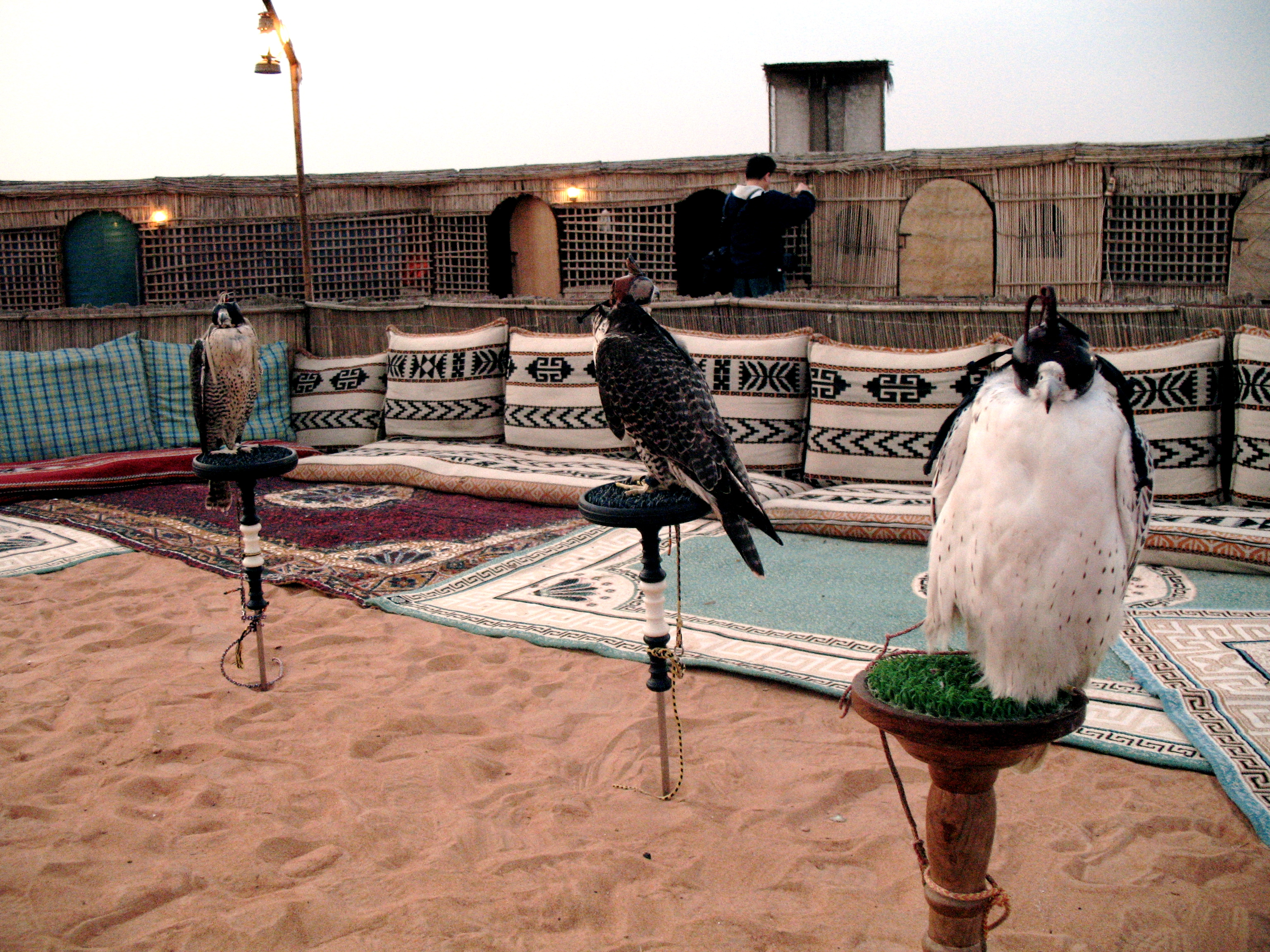
الاعتناء بالصقور في دبي

وتقسم الصقور المستخدمة في الصقارة حسب حجم وبنية الصقر والبيئة التي يصطاد بها ونوع الطرائد إلى ثلاثة مجموعات هي طويلة الأجنحة، وقصيرة الأجنحة، وعريضة الأجنحة. فالصقور طويلة الأجنحة مثل الشاهين والصقر الحر، يصطادون بشكل رئيسي الطيور الأخرى أثناء الطيران، حيث تحلق فوق الأراضي المفتوحة مثل الصحراء أو المستنقعات. أما الصقور قصيرة الجناحين مثل الباز، فتعيش في الغابات ويصطاد فريسته بطريقة التخفي والتسلل حيث يبقى على غصن الشجرة دون حراك ثم يفاجئ فريسته بإنقضاض سريع ويصطاد في الغالب الطرائد الأرضية، مثل الأرانب أو أنواع الطيور التي تحلق قريبا من الأرض. أما الطيور عريضة الجناحين مثل العقاب والحوام فهي تشبه الصقور قصيرة الجناحين من ناحية نوع الفرائس التي تصطادها وتنشط في المناطق الجبلية والريفية.

## تراث لامادي
أدرجت منظمة اليونسكو تربية الصقور ضمن قائمة 2010 للتراث اللامادي للإنسانية، والبلدان المعنية بهذه التربية كما وردت في القائمة هي: الإمارات العربية المتحدة وبلجيكا والجمهورية التشيكية وفرنسا وجمهورية كوريا ومنغوليا والمغرب وقطر والمملكة العربية السعودية وإسبانيا والجمهورية العربية السورية. وجاء في النص الصادر بهذه المناسبة أن ««تربية الصقور باتت تترافق مع روح الصداقة والمشاركة، أكثر من اعتبارها مصدر رزق. تتركز أساسًا على طول خطوط الهجرة وممراتها. يمارسها أشخاص من كل الأعمار، رجالاً أو نساءً، هواة أو محترفين. يطور مربو الصقور علاقة قوية ورابطًا روحيًّا مع طيورهم»». وتنتقل تربية الصقور من جيل إلى جيل، حيث يصطحب المربون معهم أبنائهم عند الخروج للصيد لتدريبهم على السيطرة على الطائر وإقامة علاقة ثقة معه. كما جاء في موقع اليونسكو أيضا أن «تربية الصقور تشكل «قاعدة لتراث ثقافي أوسع، يشمل الأزياء التقليدية، والغذاء، والأغاني، والموسيقى، والشعر والرقصات».

### الصيد بالصقور في المغرب
تشتهر قبيلة القواسم بالحفاظ على تراث الصيد الصقور في المغرب، او كما يعرف محليا ب"البيازة"، حيث تشرف عدة جمعيات على صيانة هذا التراث الا مادي الذي يعود لحوالي قرنين، والذي صنفته اليونسكو كتراث لامادي سنة 2010، مثل جمعية الشرفاء القواسم لتربية الصقور،  وجمعية الصيد بالصقور بأولاد افرج.  يتم الاحتفاء بتراث الصيد بالصقور في عدة مهرجانات وطنية أهمها موسم مولاي عبد الله أمغار، ومهرجان الصقور القواسم الذي تشارك فيه بلدان عربية أخرى في منطقة أولاد فرج ضواحي مدينة الجديدة. تحتفظ جمعيات الصيد بالصقور في المغرب بوثائق تاريخية لأمراء الأندلس، ووثائق صادرة عن سلاطين المغرب تبرز عنايتهم ودعمهم لقبائل القواسم في ممارسة هذا التراث، مثل قرار السلطان مولاي الحسن الأول في 1885 يعفي مربي الصقور من أداء الضرائب. 

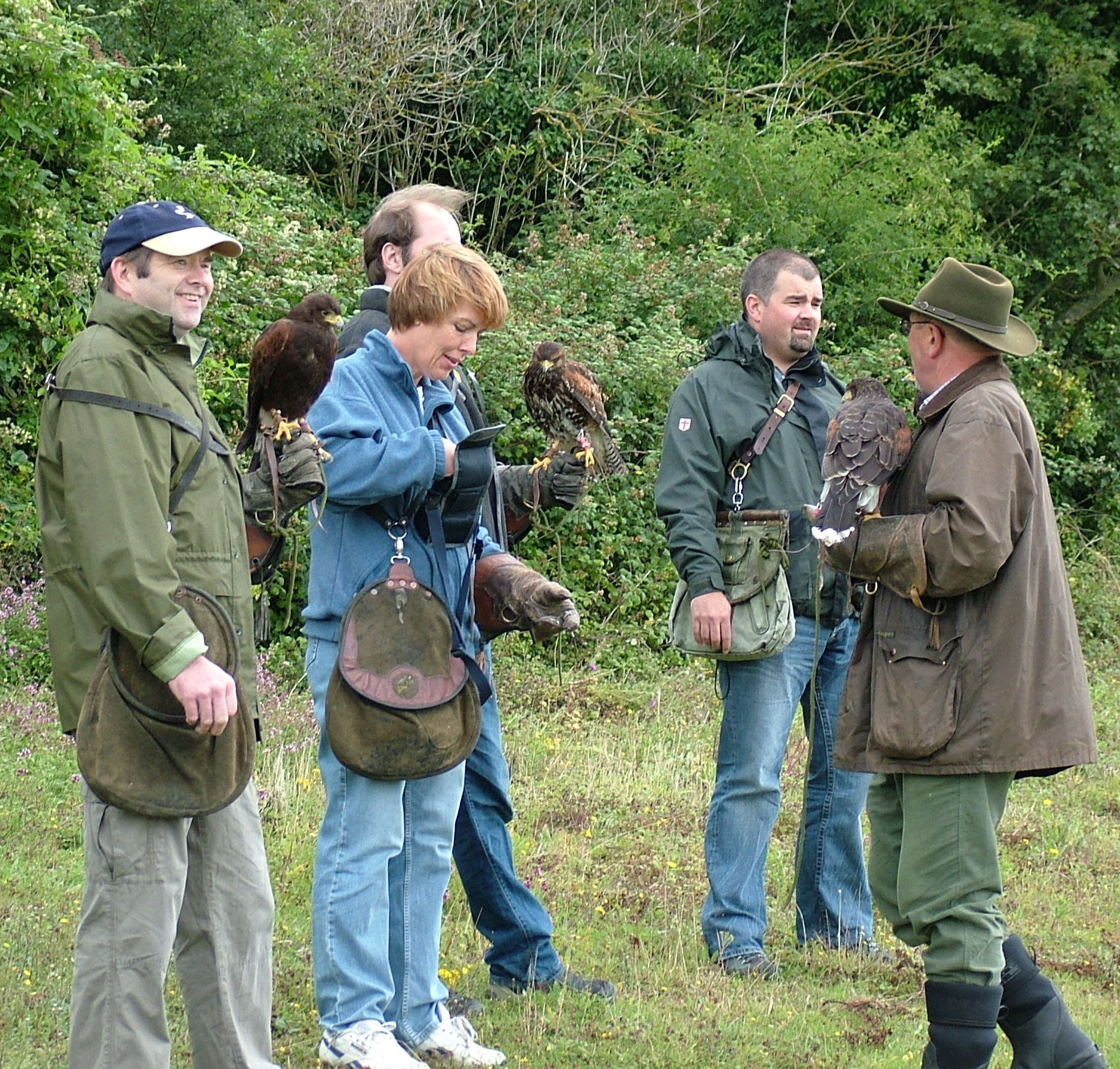
تعلم تربية الصقور

## معرض الصور

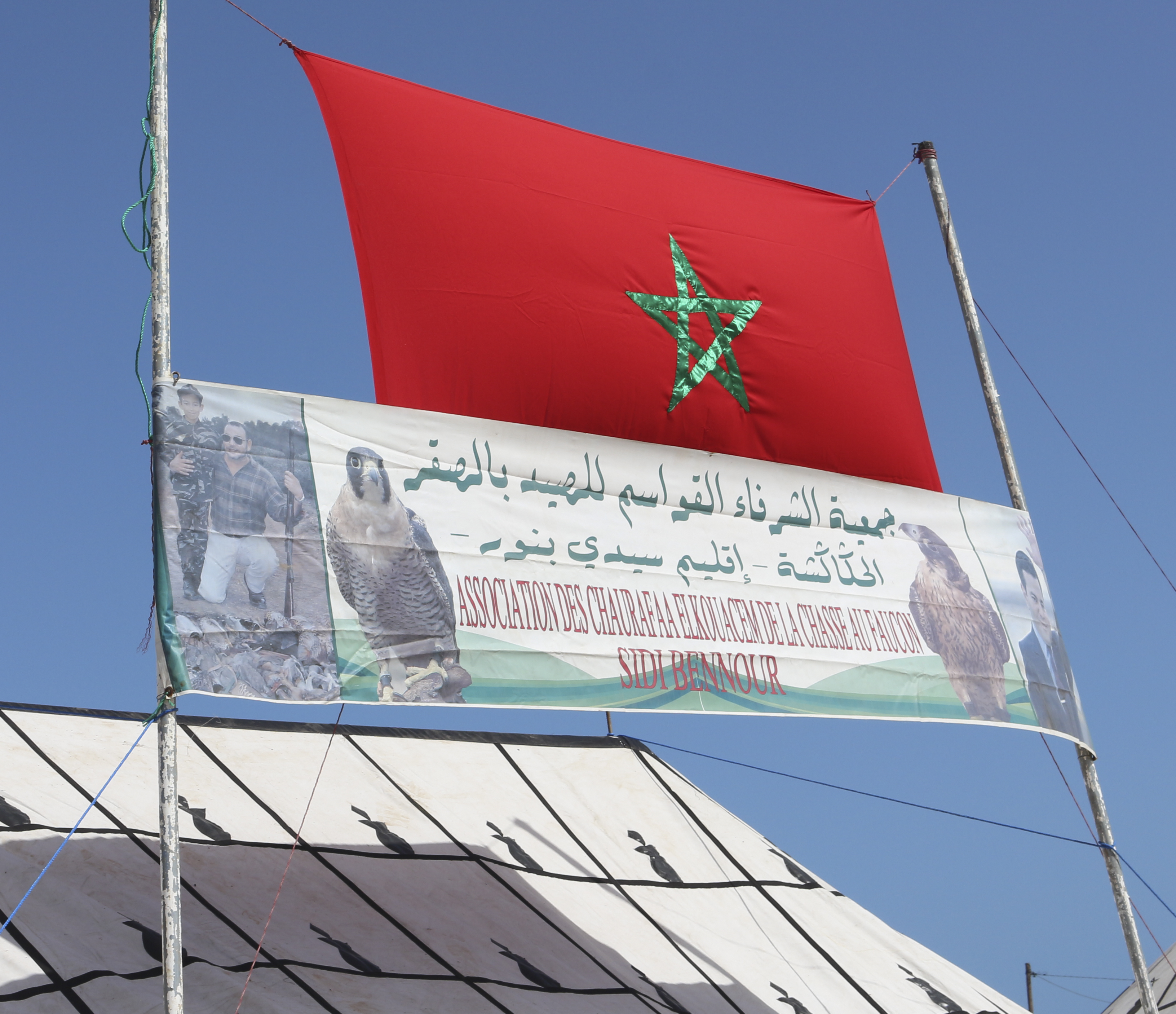
جمعية الشرفاء القواسم لتربية الصقور من موسم مولاي عبد الله بالمغرب
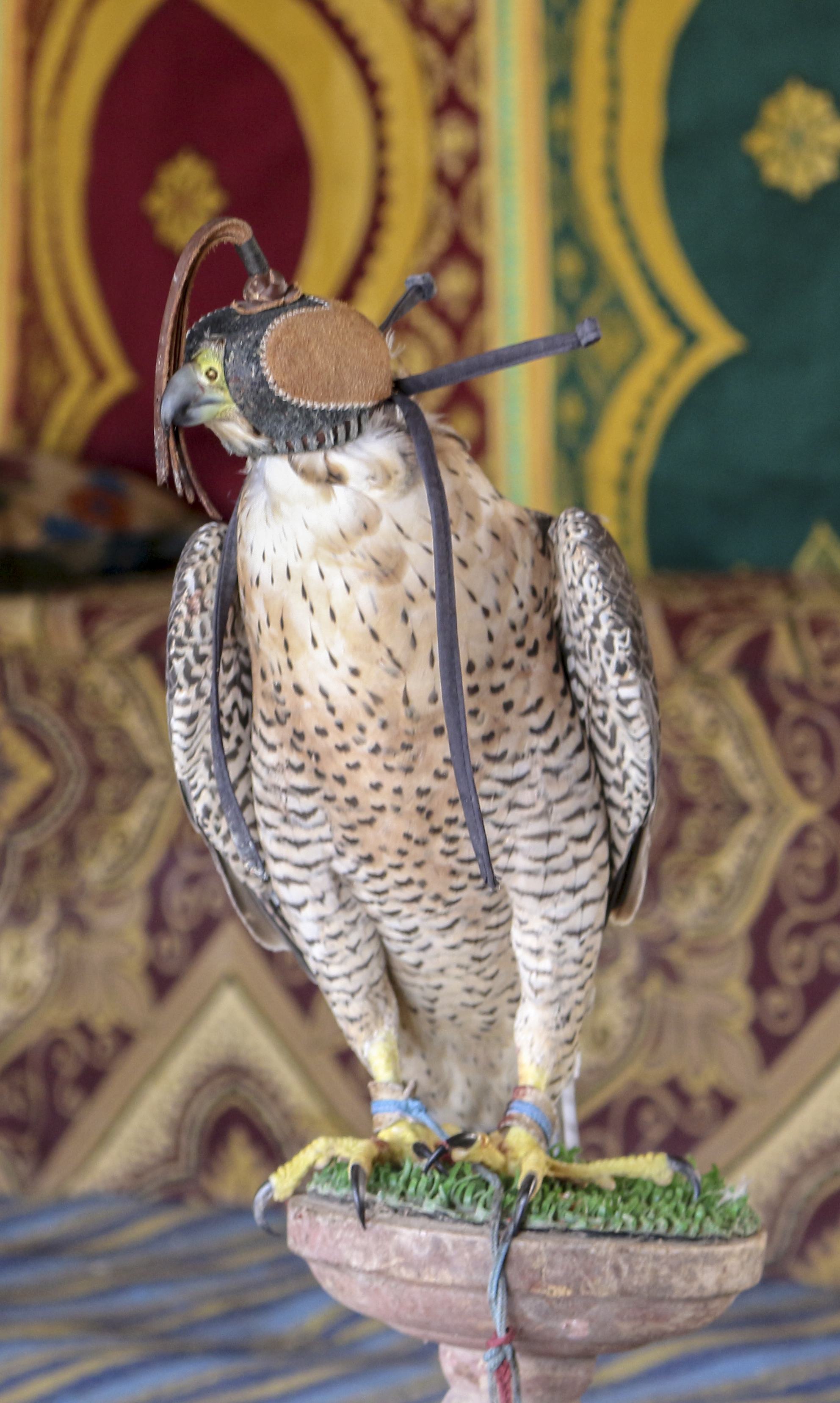
صقر الشاهين من خيمة جمعية الشرفاء القواسم بموسم مولاي عبد الله بالمغرب.

## وصلات خارجية
- مربي الصقور يحمل صقره بالقرب من العين